# Детегледачка
„Детегледачката“ (на английски: Au Pair) е американски телевизионен филм.

## Сюжет
Главната героиня е Дженифър (Джени), която тъкмо е завършила университет и изкарва магистратура по бизнес и икономика. Тя работи във фирма, обаче я съкращават поради сливане. Търси си нова работа и накрая открива в един вестник обява да работи за кооперация наречена CCI. Тя провежда разговор с шефа на компанията (Оливър) и неволно, мислейки, че я наема за работа на ксерокс, тя се съгласява да работи като детегледачка на двете деца на Оливър (момче и момиче – Алекс и Кейти) и за целта се налага да се премести във Франция.
Обаче Алекс и Кейти са пакостници и още първия ден скрояват лош номер на Джени. Те скрояват още един номер в един музей и още няколко преди това. Шофьора на лимузината на Оливър (Найджъл) обяснява на Джени, че Алекс и Кейти тероризират всички детегледачки от години.
Алекс и Кейти искат да прогонят Джени както всички други детегледачки и затова ѝ подготвиха жесток номер с лепило. Обаче номера не върви по план защото вместо тя да седне на стола, да залепне и да се изложи, всичко това се случва на Вивиан(част от борда на директорите на CCI). След като децата изложиха Оливър за пореден път на обществено, важно за него място, Алекс и Кейти бяха заплашени, че ако пак направят беля, ще отидат при майката на Оливър (Алекс и Кейти прекарват там времето през учебните дни, но когато са в лятна ваканция прекарват времето си в богаташката къща на баща им, Оливър). Децата искат да бъдат при Оливър и затова започнаха да махат всички капани–номера, които бяха поставили в къщата за Джени. Оливър поиска от Джени подробна информация за това, как е минало прекараното и време с децата. Джени можеше да каже истината на Оливър, но не го стори и му каза, че според нея децата правят всички тези пакости за да привлекат вниманието на баща им, Оливър.
После Джени, Оливър и децата му решиха да разгледат Франция. Всички си прекарваха добре докато не се обадиха на Оливър за да го извикат на важна среща(все пак, той е директор на голяма фирма). Започнаха неразбирателства между двамата, а поведение на Кейти рязко се влошило не само към брат ѝ, но и към Джени.
Разбирателството между децата продължило известно време докато двама организирани крадци, за които впоследствие се разбира, че са били наети от Вивиан, не откраднали чантата на Джени, в която тя държала парите и билетите за връщане и се наложило тримата да работят на кораб, който ги закарал вкъщи.
Междувременно, Вивиан показала на Оливър фалшиви доказателства, че Джени работи са противникова компания с цел Оливър да спре да я харесва и да не бъде пречка на сватбата, която организирала между нея и Оливър.
Когато тримата успешно се прибрали, Оливър провел сериозен разговор с Джени за фалшивите доказателствата от Вивиан. Използвайки количка, контролирана с дистанционно, и камера, прикачена към нея, Алекс и Кейти доказали на Оливър, че Вивиан представила фалшива информация на Джени и че тя го е използвала за да получи компанията само за нея. Оливър прекратява сватбата между него и Вивиан и накрая Вивиан и нейните две сестри, които трябваше да бъдат шаферки на сватбата, паднаха в едно езеро с цел да хванат пръстена, който Оливър хвърлил пръстена в езерото. Оливър предложил на Джени работа в неговата фирма(CCI) като млачи вицепрезидент със заплата от 60 000 на седмица, но тя му казала, че не търси точно това, след което той я попитал какво търси, а тя му казала, че иска извинение от него за това, че той се усъмнил в нея. Той ѝ се извинил и филма приключва с целувката между двамата.

## Актьори
- Gregory Harrison as Oliver Caldwell
- Heidi Lenhart as Jennifer 'Jenny' Morgan
- Jane Sibbett as Vivian Berger
- Katie Volding as Katie Caldwell
- Jake Dinwiddie as Alex Caldwell
- John Rhys-Davies as Nigel Kent
- Richard Riehle as Sam Morgan
- Michael Woolson as Charlie Cruikshank
- Larry Robbins as Ernie
- Pat Elliott as Sutton Parks Employee
- Dávid Ungvári as Receptionist
- Kristin Hansen as Matronly Woman
- Éva Gyetvai as Secretary
- Peter Linka as L.A. Chauffeur
- Caitlin Griffiths as Girl on Plane